# Pablo Morillo
Pablo Morillo y Morillo, Graf von Cartagena und Herzog von La Puerta, (* 5. Mai 1775 in Fuentesecas, Zamora, Spanien; † 27. Juli 1837 in Barèges, Frankreich) war ein spanischer General. Er kämpfte in den lateinamerikanischen Unabhängigkeitskriegen auf der Seite der spanischen Krone.

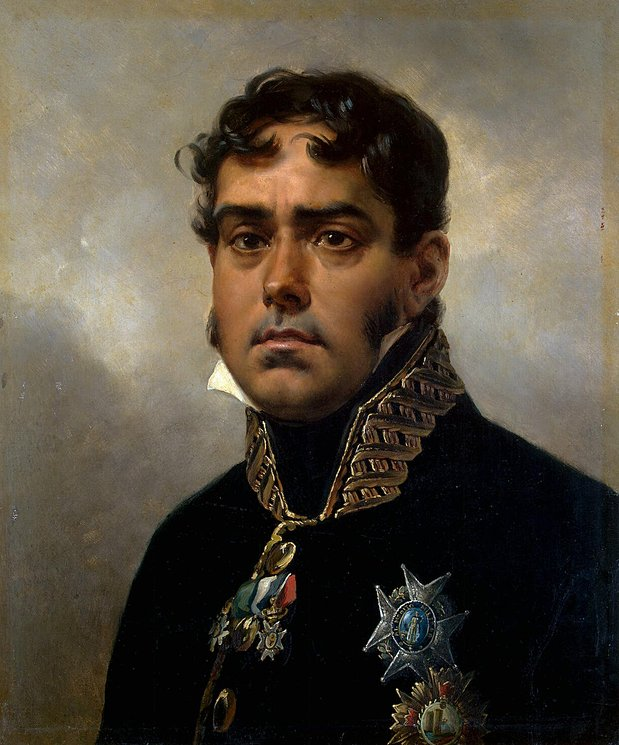
Pablo Morillo

Ab 22. August 1815 belagerte Morillo die Stadt Cartagena, die mit Mauern umgeben war. Am 6. Dezember marschierten seine Truppen in die Stadt ein. Dann kehrte Morillo nach Venezuela zurück, um dort den Kampf gegen die Unabhängigkeitskämpfer fortzusetzen. Bei der Hinrichtung des Naturwissenschaftlers und Freiheitshelden Francisco José de Caldas soll Pablo Morillo, als die Umstehenden um das Leben des Gelehrten baten, geantwortet haben: „España no necesita sabios“ – Spanien brauche keine Gelehrten. Im Juni 1820 ordnete er an, dass alle Menschen die Cadiz-Verfassung anerkennen müssten. Er schickte Gesandte zu Simón Bolívar. Morillo und Bolívar trafen sich in Santa Ana und unterzeichneten ein Friedensabkommen für sechs Monate und dann ein weiteres, das „Kriegsregularisation“ genannt wurde.